# Altaelva

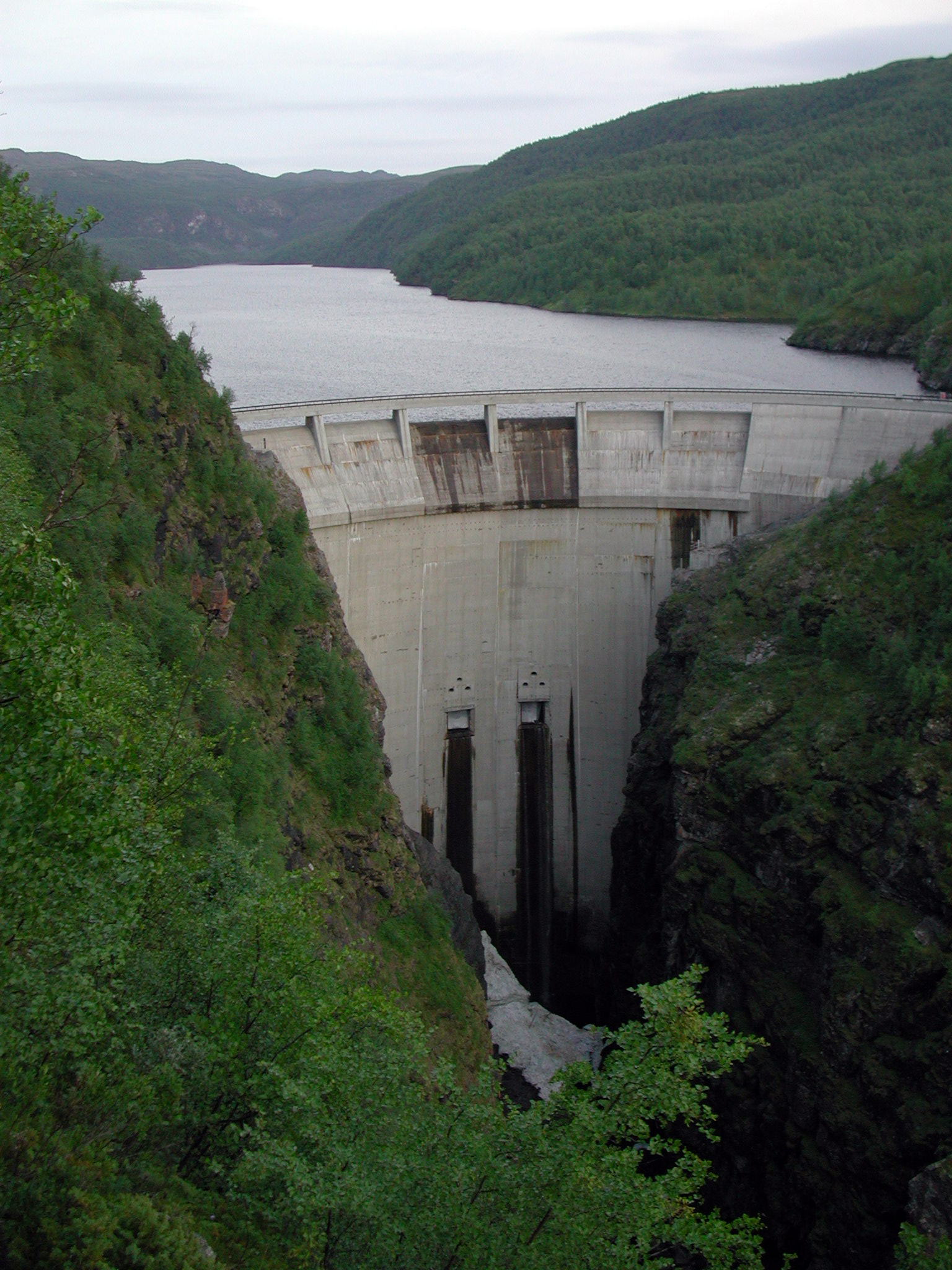
Az Alta vízerőmű gátja

Az Altaelva Norvégia Finnmark megyéjének harmadik legnagyobb folyója a Tanaelva és a Pasvikelva után. 

## Elnevezése
Neve északi számi nyelven Álttáeatnu; a helyi, ugyancsak finnugor kven nyelven Alattionjoki. Az Alta vízerőműtől a folyás irányában felfelé, azaz délre Kautokeinoelva (északi számi nyelven Guovdageaineatnu vagy röviden Eatnu) néven is nevezik az ottani község neve után.

## Földrajzi leírása
A folyó a norvég-finn határ közelében, a Finnmarksvidda fennsíkon, Kautokeino község területén ered, a Reisa nemzeti parktól délre. A folyó észak felé fut 240 kilométert, mielőtt Alta település közelében az Alta-fjordba ömlik. A folyó menti települések Kautokeino, Máze valamint Alta.

## Nevezetességei
A folyó bőséges lazacállományáról, valamint  a Sautso kanyonról nevezetes, mely utóbbi az egyik legnagyobb Európában.
Norvégiában ez az egyik legalkalmasabb folyó a lazac horgászatára. Régebben 33 kg-os példányokat is fogtak itt, de manapság is zsákmányolnak 24 kilogrammos lazacokat. 2011-ben összesen 1082 darab 7 kilogrammnál súlyosabb lazacot fogtak a folyón.

### Viták a vízerőmű építése körül
1968-ban kezdték meg a vízerőmű tervezését, majd 1974-ben egy erősen csökkentett projektet nyújtottak be. A norvég parlament, a Storting 1978-ban 90 szavazattal 36 ellenében jóváhagyta az építkezés tervét. 1979-ben nép ellenállási akciót szerveztek környezetvédelmi aktivisták az erőmű ellen. A mozgalom lassan országossá növekedett és a környezetvédelem mellett az őslakos lappok jogairól is szólt. 1979 júliusában polgári engedetlenségi akció keretében ülősztrájkkal akadályozták a gépek munkáját. Októberben már az egész országból tömegesen érkeztek aktivisták, akik ellen, az ország rendőrségnek 10%-át kellett mozgósítani a hatóságoknak, és a polgári védelmet is bevetették a tüntetők ellen. 1982-re az ellenállás szervezői beismerték, hogy elvesztették a csatát. 1982 februárjában a norvég legfelső bíróság jóváhagyta a parlament határozatát. Az erőmű 1987 májusában lépett működésbe.